# Johor Bahru

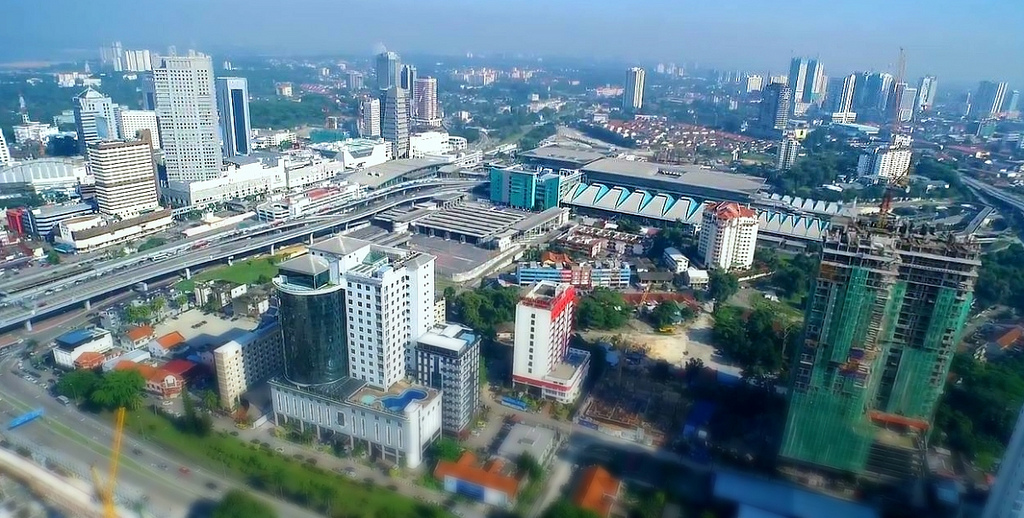
Johor Bahru

Johor Bahru (ook: Johor Baharu, Johor Baru, en Johore Bahru) is een stad en gemeente (majlis bandaraya; city council) in de Maleisische provincie Johor. Bij de volkstelling van 2020 had Johor Bahr 1.711.191 inwoners op een oppervlakte van 1.064 km2. Met het naastgelegen Singapore en Batam in Indonesië vormt het de “Sijori Growth Triangle”, een grensoverschrijdende agglomeratie van 9,3 miljoen inwoners.
De naam van de stad wordt vaak afgekort als JB. Johor Bahru ligt op het zuidelijkste puntje van het schiereiland Malakka, wat betekent dat het de zuidelijkste stad is van het supercontinent Eurazië. De stad is door middel van de Johor–Singapore Causeway (Tambak Johor) verbonden met Singapore. Vanuit Johor loopt een snelweg via Kuala Lumpur naar het noorden van Maleisië, de North-South Expressway. Deze weg is onderdeel van de Aziatische weg 2.
Johor Bahru is na Kuala Lumpur en Penang het op twee na grootste industriële centrum van het Maleisische vasteland. Omdat de economie van het naburige Singapore sterker is dan van Maleisië werken veel mensen uit Johor in Singapore, vanwege de hogere salarissen. Omgekeerd komen veel inwoners van Singapore winkelen in Johor, omdat de prijzen er lager zijn dan in hun eigen land.

## Demografie
In het district Johor Bahru leefden er ongeveer 1,7 miljoen mensen in 2020. De bevolking bestaat uit 44% autochtone Maleiers, 41,5% Chinese Maleisiërs, 9,1% Indiërs en 5,4% andere volken.
De Chinese Maleisiërs zijn verdeeld in verschillende dialectgroepen: Chaozhouhua, Hakka (taal), Kantonees, Hainanhua en Fuzhouhua. Tot de jaren zeventig van de vorige eeuw, was Chaozhouhua de lingua franca onder de Chinese gemeenschap in Johor Bahru. Tegenwoordig is dat niet het belangrijkste dialect meer onder de Chinezen daar.
De Indiase gemeenschap in dit district bestaat hoofdzakelijk uit Tamils, Malayalezen, Telugus en Punjabis.

## Partnersteden
- Jeddah, Saoedi-Arabië
- Istanboel, Turkije
- Shenzhen, China